# NGC 2907
NGC 2907 (другие обозначения — MCG -3-25-2, IRAS09292-1630, PGC 27048) — спиральная галактика (Sa) в созвездии Гидра.
Этот объект входит в число перечисленных в оригинальной редакции «Нового общего каталога».
Галактика NGC 2907 входит в состав группы галактик NGC 2907. Помимо NGC 2907 в группу также входят PGC -3-25-1 и PGC -3-25-4.
В галактике наблюдаются несколько полос межзвёздной пыли. Зависимость поглощения света пылью от длины его волны аналогична таковой в Млечном Пути, но, предположительно, пылинки, ответственные за поглощение, меньше, чем в Млечном Пути.